# 알바라도역
알바라도역(스페인어: Alvarado)은 마드리드 지하철 1호선의 역이다. 마드리드 테투안 구의 브라보 무리요 거리와 알바라도 거리의 교차로에 위치해 있으며, 이름은 주변 거리명인 '알바라도'에서 따왔는데 스페인의 탐험가 에르난 코르테스에서 유래된 이름이다. 요금구역상으로는 A구역에 속한다.

## 역사
1929년 3월 6일 1호선이 테투안 역까지 연장 개통되면서 개업하였다. 처음에는 60m 길이의 승강장이었으나 나중에 90m로 확장되었다.
2016년 7월 3일부터 1호선 도심구간에 해당되는 플라사 데 카스티야-시에라 데 과달루페 구간이 시설정비 공사로 임시 운행중단되면서 이 역도 영업을 중단하였다. 공사 작업 완료일은 2016년 11월경이 될 것으로 예측되었으나, 불편을 줄이기 위해 먼저 공사가 끝난 구간만 우선운행하기로 결정되었다. 따라서 같은해 9월 14일에 플라사 데 카스티야-콰트로 카미노스 구간 / 알토 델 아레날-시에라 데 과달루페 구간이 운행을 재개하였고, 이 역도 다시 문을 열었다.

## 환승 정보
알바라도 역과 환승되는 지하철 노선은 없으며, 바로 다음 역인 콰트로 카미노스 역에서 2호선과 6호선을 이용할 수 있다.
주변에는 시내버스 정류장이 네 곳 정도 있으며, 야간 버스 노선도 일부 운행된다.
| 마드리드 지하철               | 마드리드 지하철       | 마드리드 지하철            |
| ----------------------------- | --------------------- | -------------------------- |
| 에스트레초 피나르 데 차마르틴 | 마드리드 지하철 1호선 | 콰트로 카미노스 발데카로스 |